# Ouija Board, Ouija Board
Ouija Board, Ouija Board è un brano del cantante inglese Morrissey.
Pubblicato anche come singolo, il 18 novembre del 1989 dalla HMV Records in Inghilterra e dalla EMI in Italia, il disco raggiunse la posizione numero 18 della Official Singles Chart. Il brano è contenuto nella raccolta Bona Drag, uscita sempre nel 1989.

## Realizzazione
Scritto assieme a Stephen Street e prodotto da Clive Langer e Alan Winstanley, il brano venne registrato presso gli Outside Studios di Reading, nel settembre del 1989. Tra le b-sides c'è anche una cover di East, West degli Herman's Hermits.
Il testo descrive il protagonista che cerca di trovare il modo, attraverso l'aiuto del paranormale, tramite una tavoletta Ouija (lo strumento usata per porre delle domande alle anime dei defunti), di salutare per l'ultima volta un'amica scomparsa. Nel finale la tavola finalmente si muove attraverso le lettere, componendo la frase S.T.E.V.E.N. P.U.S.H. O.F.F (ovvero STEVEN, il nome di Morrissey, VATTENE). La lirica ha causato qualche dibattito sulla stampa, per apologia dell'occulto e del dilettarsi con il culto del diavolo. Morrissey ha risposto a queste affermazioni dichiarando che "l'unico contatto mai avuto con i morti è stato quando ho parlato con un giornalista del The Sun."

## Copertina e video
La copertina ritrae una foto non accreditata di Morrissey. Sul vinile dei 7" e dei 12" è incisa la frase: ART, ANY ROAD.
Nel videoclip promozionale, diretto da Tim Broad, Morrissey consulta una tavola Ouija prima di essere condotto da un gruppo di bambini in un bosco dove incontra una medium, interpretata dall'attrice Joan Sims. "Stare accanto a Joan Sims, quando abbiamo realizzato il video di Ouija era un onore per me. Soprattutto perché lei era così eccellente, così dotata, ed io ero lì come uno sciocco salsicciotto venuto da qualche parte vicino a Manchester." (Morrissey intervistato da Vox, 1990)

## Tracce
- UK 7"

1. Ouija Board, Ouija Board - 4:25
2. Yes, I Am Blind - 3:30

- UK 12" / CDs

1. Ouija Board, Ouija Board - 4:25
2. Yes, I Am Blind - 3:30
3. East, West - 2:35

## Formazione
- Morrissey – voce
- Matthew Seligman - basso
- Kevin Armstrong - chitarra
- Steve Hopkins - pianoforte
- Andrew Paresi - batteria